# Oficina de Servicios de Supervisión Interna de las Naciones Unidas
La Oficina de Servicios de Supervisión Interna de las Naciones Unidas (OSSI) es un organismo establecido en 1994 por la Secretaría General de las Naciones Unidas, con el objetivo de ayudar al Secretario General a cumplir sus responsabilidades de supervisión interna en los recursos y el personal de las Naciones Unidas.

## Historia
Debido al aumento de solicitudes de ayuda humanitaria, la ONU se vio incapaz de responderlas, a causa del limitado personal y recursos disponibles, a la vez que las misiones humanitarias se volvían ineficientes debido a la creciente corrupción y la mala gestión. En respuesta a los problemas de administración, el 29 de julio de 1994, la Asamblea General aprobó mediante la resolución 48/218B la creación de la Oficina de Servicios de Supervisión Interna. La Oficina fue formalmente establecida el 7 de septiembre de 1994.

## Funciones
La Oficina lleva a cabo auditorías internas integrales, monitorea y evalúa la efectividad y eficiencia de la implementación de programas y mandatos, lleva a cabo inspecciones de programas y unidades organizativas, realiza informes de mala gestión y monitorea la implementación de recomendaciones que vienen de auditorías, evaluaciones, inspecciones e investigaciones.

## Organización
La OSSI está organizada en tres divisiones:
- División de Auditoría Interna;
- División de Inspección y Evaluación;
- División de Investigaciones.

## Lista de Secretarios
| Secretario           | Inicio             | Fin               |
| -------------------- | ------------------ | ----------------- |
| Heidi Mendoza        | noviembre de 2015  | en el cargo       |
| Carman Lapointe      | septiembre de 2010 | octubre de 2015   |
| Inga-Britt Ahlenius  | julio de 2005      | julio de 2010     |
| Dileep Nair          | abril de 2000      | abril de 2005     |
| Karl Theodor Paschke | enero de 1994      | diciembre de 1999 |